# Ваялусінг (Вісконсин)
Ваялусінг (англ. Wyalusing) — місто (англ. town) в США, в окрузі Грант штату Вісконсин. Населення — 336 осіб (2020).

## Демографія
Згідно з переписом 2010 року, у місті мешкало 346 осіб у 155 домогосподарствах у складі 102 родин. Було 272 помешкання
Расовий склад населення:
| - 96,2 % — білих - 1,2 % — корінних американців - 2,3 % — осіб інших рас |

До двох чи більше рас належало 0,3 %. Частка іспаномовних становила 2,9 % від усіх жителів.
За віковим діапазоном населення розподілялося таким чином: 17,9 % — особи молодші 18 років, 63,3 % — особи у віці 18—64 років, 18,8 % — особи у віці 65 років та старші. Медіана віку мешканця становила 47,5 року. На 100 осіб жіночої статі у місті припадало 96,6 чоловіків;  на 100 жінок у віці від 18 років та старших — 104,3 чоловіків також старших 18 років.
Середній дохід на одне домашнє господарство  становив 60 221 долар США (медіана — 44 375), а середній дохід на одну сім'ю — 67 709 доларів (медіана — 51 250). Медіана доходів становила 42 500 доларів для чоловіків та 32 188 доларів для жінок. За межею бідності перебувало 18,3 % осіб, у тому числі 18,2 % дітей у віці до 18 років та 16,9 % осіб у віці 65 років та старших.
Цивільне працевлаштоване населення становило 157 осіб. Основні галузі зайнятості: сільське господарство, лісництво, риболовля — 27,4 %, освіта, охорона здоров'я та соціальна допомога — 16,6 %, виробництво — 11,5 %, роздрібна торгівля — 9,6 %.